# Грузинская улица (Нижний Новгород)
Грузи́нская у́лица — улица в историческом центре Нижнего Новгорода. Проходит от Почаинского оврага до улицы Ошарской.

## Название
Улица получила своё название от Грузинского переулка, проходившего от Большой Покровской до Ошарской, на котором располагалась усадьба предводителя земского ополчения 1812 года, князя Георгия Александровича Грузинского (1762—1852 гг.), правнука грузинского царя Вахтанга VI.

## История
Улица была спроектирована в 1770 году. До этого времени состояла из двух переулков: Грузинского и Болотова. В XVII веке здесь была усадьба Степана и Ивана Болотовых, владельцев 11 лавок оловянной и медной посуды.

## Здания

### По чётной стороне
- Дом М. Бастриковой (№ 2)

Построен в 1839 году. Перестроен в 1860-е годы. Не является объектом культурного наследия. Находится на стадии выявления.
- Жилой дом (№ 4)

Каменный жилой дом XIX века. Не охраняется.
- Дом, в котором жил архитектор А. Е. Харитонов (№ 8)

Дом построен в 1998 году по проекту архитектора Сергея Тимофеева, одного из основателей нижегородской архитектурной школы 1990-х годов. Жилое здание представляет собой характерный пример постмодернистской эклектики. В доме жил известный нижегородский архитектор, главный архитектор города в 1993—1998 годах, один из основателей нижегородской архитектурной школы Александр Харитонов.
- Жилой дом (№ 16)

Особняк XIX века. После октября 1917 года на втором этаже дома был открыт еврейский клуб им. Розы Люксембург. В небольшом зрительном зале регулярно организовывались концерты, лекции, ставились любительские спектакли на идиш. Работе к клубе посвящали время такие энтузиасты, как Брайна Атлас, супруги Исаак Борисович и Тема Борисовна Белкины, Иона Рущук и Песя Вайман, художник Шерман и другие. Здание не охраняется.  
- Дом Приспешниковых. Редакция «Нижегородского листка» (№ 24/22)

В 1894 году по проекту архитектора Н. Д. Григорьева единым фасадом с уже существующими зданиями был выстроен трёхэтажный угловой к Грузинской улице корпус. На втором этаже этого дома с 1896 по 1904 год размещалась редакция газеты «Нижегородский листок». В 1896 году А. М. Горький, зарекомендовавший себя как профессиональный журналист в «Самарской газете», получил предложение писать для «Нижегородского листка». В течение шести лет, с 1896 по 1902 год, писатель был активным сотрудником газеты. Редактором газеты был С. И. Гриневецкий, человек прогрессивных взглядов и опытный газетчик. За годы сотрудничества А. М. Горький опубликовал в листке около 120 произведений.
- Жилой дом (№ 22)

Жилой дом XIX века. Не охраняется.
- Доходный дом А. Я. Кейзера (№ 24)

Построен в 1903—1904 годах. Яркий образец архитектуры рационального модерна. В начале XX века в здании размещалась частная женская гимназия. В 1920-х — 1960-х годах в доме жили известные артисты Нижегородского театра драмы Н. И. Собольщиков-Самарин, Н. А. Покровский, Н. А. Левкоев, В. А. Соколовский. 
- «Реликварий» (№ 26)

На данном участке в середине XIX века был построен флигель городской усадьбы поручицы Варвары Соколовой. Проект здания был заказан осенью 1846 года А. А. Ставассеру, архитектору Ярмарочного гостиного двора, который принимал и частные заказы на постройку. Флигель задумывался деревянным на каменном полуэтаже с мезонином, обращенным главным фасадом в сторону усадьбы князей Грузинских. Здание было украшено четырьмя ионическими пилястрами, а торцом, с квадровой рустовкой первого этажа и треугольным фронтоном кровли с традиционным полуциркулярным слуховым окном, выходило на красную линию Грузинской улицы. Нижегородская Строительная комиссия одобрила проект 26 ноября 1846 года. План-фасады были одобрены в Санкт-Петербурге и утверждены П. А. Клейнмихелем 5 декабря того же года. К лету 1847 года флигель был выстроен. Здание сохраняло оригинальную архитектуру и убранство вплоть до 1990-х годов.
В 1996 году на месте флигеля было построено современное административное здание «Реликварий» по проекту архитекторов А. Рубцова, В. Никишина и М. Седовой. Дом — один из самых радикальных примеров нижегородской архитектурной школы 1990-х годов, выполненный в русле постмодернизма. «Этот дом — своего рода реликварий, в котором собраны наиболее ценные для его авторов куски авангарда, когда-то принадлежавшие Корбюзье и Озанфану, Мондриану и Мельникову, Матиссу и Портзампарку».
- Дом Ф. А. Румянцевой (№ 30)

Видный политический деятель России, граф Николай Румянцев имел в Нижнем Новгороде в собственности родовой каменный дом и ряд торгово-складских строений на Рождественской улице вблизи Троицкой нижнепосадской церкви. После конфирмации городского плана от 1824 года, закрепившего красные линии Грузинской улицы, граф решил выстроить на ней новый каменный дом по проекту академика архитектуры Ивана Ефимова. Смерть Румянцева в том же году приостановила работы и к 1830 году дом стоял возведённым, но без внутренней и внешней отделки.
Декоративную отделку здания завершила вдова графа в 1838 году. При ней же была возведена кирпичная двухэтажная пристройка входа в здание. После этого дом оценивался в огромную по тем временам сумму — 11 тысяч рублей. Двухэтажное здание имело 11 осей света по главному фасаду, горизонтальную рустовку первого этажа с выделением замковых камней над проёмами и классицистические профилированные наличники окон.
При скупости и строгости декоративно-художественного решения дом Румянцевой отличается удачным объёмно-пространственным решением и является важным памятникам архитектуры эпохи классицизма в Нижнем Новгороде.
- Дом К. П. Полушкина (№ 34)

Куприян Павлович Полушкин — нижегородский купец, в начале XX века владел доходным домом с торговыми помещениями на центральной улице Нижнего Новгорода, Большой Покровской, рядом со зданием Городского театра — торговый дом товарищества «Полушкин Куприян Павлович и Ершов Николай Михалович» (современный адрес — ул. Большая Покровская, 11). В 1911 году на его участке был построен деревянный дом в Грузинском переулке, в модном тогда стиле модерн. Автор проекта здания не установлен.
Согласно проекту 1911 года, фасад здания должен был быть обшит досками, выпуски брёвен — досками-пилястрами, с вертикальными прямоугольными заглублениями. Под окнами второго этажа предполагалось разместить накладной орнамент в виде дугообразных элементов, с завитками в виде волют. Декор в виде завитков волют предполагалось разместить над тройным окном второго этажа. Обшивка дома в натуре не была выполнена, а декоративный орнамент не сохранился до настоящего времени.
К настоящему времени были утрачены и другие декоративные элементы оформления: металлический ажурный гребень над шатром, балясины в ограждении террасы, заменённые на обшивку досками. 
- Грузинские казармы (№ 38, 40)

В конце XIX века купец Н. А. Бугров подарил городу два дома на углу Алексеевской и Грузинского переулка (дом № 38 сохранился; второй дом снесён). Город сдал дома и участок в аренду военному ведомству, которое возвело рядом казарменный корпус (современный дом № 40). Весь комплекс называли Грузинскими казармами. Доходы от аренды поступали на содержание Вдовьего дома.   
- Здание общежития Нижегородской гимназии с домовой церковью св. Кирилла и Мефодия (№ 44)

Дворянский Александровский институт в конце XIX века выкупил на Грузинской улице участок земли под строительство общежития для гимназистов и малоимущих студентов. Средства на строительство крупного здания выделил почётный гражданин Нижнего Новгорода Митрофан Рукавишников, являвшийся также председателем Совета братства Кирилла и Мефодия. По этой причине престол домовой церкви общежития должны были освятить в честь Кирилла и Мефодия, православных и католических святых, создателей старославянской азбуки и церковнославянского языка.
Проект здания в 1894 году заказали губернскому архитектору Василию Брюхатову, но в связи с его смертью в том же году, строительством по утверждённому проекту занимался уже столичный архитектор Пётр Бойцов. Закладка здания состоялась летом 1894 года, но работы затянулись: завершение отделки и росписи интерьеров, а также освящение храма состоялись лишь в 1897 году. Резной иконостас выполнялся в Москве, иконы для него писал Клавдий Степанов. Роспись сводов выполнил московский художник А. А. Томашевский. Церковь освятил 2 февраля 1897 года нижегородский епископ Владимир. Храм вмещал несколько сотен прихожан, а с западной стороны была размещена большая комната Совета братства Кирилла и Мефодия. Монументальная роспись была выполнена в традициях итальянской школы.
Здание гимназического общежития с церковью дошло до настоящего времени в хорошем состоянии и является одним из крупных градостроительных памятников города конца XIX века, выполненным в добротных формах неовизантийского стиля.

### По нечётной стороне
- Усадьба Г. М. Самсонова (№ 3, 3Б)

Усадьба построена в 1880-е годы. В состав комплекса усадьбы входят два строения: полукаменный главный дом и деревянный двухэтажный флигель. Усадьба расположена в границах территории достопримечательного места улицы Большой Покровской, занимает ответственное градостроительное положение в месте излома улицы Грузинской, формируя начало её застройки в районе Почаинского оврага. Жилые дома усадьбы — примеры традиционной нижегородской каменно-деревянной городской застройки второй половины XIX — начала XX веков. Флигель снесён в 2021 году.
- Нижегородская синагога (№ 5)

Строительство синагоги началось в 1881 году, а завершилось в 1883 году. Первым раввином Нижнего Новгорода стал Борух Бер-Залманов Заходер, добившийся разрешения на строительство здания. Еврейская община города собрала в 1880 году 20 тыс. рублей на покупку земельного участка под застройку на стыке Мышкина переулка (сегодня — Университетский переулок) и Болотова переулка (сегодня — часть улицы Грузинской). Проект здания разработал младший архитектор Нижегородского губернского правления И. Ф. Нейман. В профиль здание должно было напоминать развёрнутый свиток Торы, а два купола — навершия двух рулонов свитка.
29 августа 1884 года в синагоге прошло первое моление; при ней начали деятельность религиозное училище (ешива), погребальное общество и благотворительная организация. 
Сегодня в здании располагается Нижегородская еврейская община.
- Дом титулярной советницы А. Д. Воробьёвской (№ 7)

Здание является главным домом сохранившейся городской усадьбы, в состав которой входили дома №№ 7 и 7б. Домовладение сформировалось в конце 1840-х годов, когда земельный участок перешёл в собственность нижегородскоо цехового, серебряных дел мастера Матвея Фёдоровича Телогреева. Деревянный на каменном полуэтаже дом был выстроен вчерне к 17 января 1845 года для титулярной советницы Анны Дмитриевны Воробьёвской по проекту, утверждённому 17 июля 1844 года. На окончательную декоративную отделку здания у заказчицы не хватило средств. Кроме основного здания в усадьбу в тот момент входили деревянные службы и баня, участок был обнесён забором. В 1846 году Воробьёвская продала домовладение Матвею Телогрееву. В 1868 году усадьбу приобрёл купец второй гильдии Михаил Иванович Алексеев, от которого домовладение по наследству перешло его жене — Любови Константиновне.
Главный дом усадьбы использовался Алексеевым как доходный, в связи с чем, в 1888 году, в городскую управу был представлен чертёж на пристройку лестницы, с организацией отдельного входа на второй этаж. Из проекта следовало, что в тот момент здание ещё сохраняло строгие классицистические черты, в то время как пристраиваемое крыльцо предполагалось выполнить в русском стиле. В том же году под надзором архитектора Николая Григорьева были выполнены строительные работы по устройству новой парадной лестницы.
В 1898 году дом был снова перестроен — со стороны двора появилась новая пристройка. Предположительно тогда же был изменён внешний облик здания. Вместо строгих классицистических деталей убранства, второй деревянный этаж получил богатый резной декор в виде наличников с украшенными растительным орнаментом сандриками, пилястры и междуэтажный карниз с рельефными резными досками. Переделка фасадов соответствовала изменению вкусов заказчиков той поры: купцы предпочитали не строгий классицистический декор, а богатый резной декор наличников, накладные пилястры и фризовые пояса. В новом оформлении здания были смешаны приёмы академической эклектики и элементы народной глухой резьбы по дереву.
В начале XX века усадьбу купил Григорий Абрамович Поляк — купец первой гильдии и меценат, активный участник еврейской общины города. В главном доме он открыл Талмуд-Тору.
- Флигель городской усадьбы нижегородского цехового М. Ф. Телогреева (№ 7Б)

После того, как Матвей Телогреев выкупил городскую усадьбу, он затеял новое строительство на участке. 6 июня 1846 года в Санкт-Петербурге императором были утверждены «Фасады на постройку в г. Нижнем Новгороде Нижегородскому цеховому Матвею Телогрееву деревянного на каменном фундаменте флигеля и каменной к дому пристройки». Автором проекта выступил городовой архитектор Георг Кизеветтер. Внешний облик флигеля имел характерные черты позднего русского классицизма, характерные для творчества нижегородского зодчего — главный фасад в три оси света, обрамления окон в виде строгих рамочных наличников с прямоугольными сандриками, треугольный фронтон с полуциркулярным чердачным окном в тимпане. В натуре флигель был выстроен не из дерева, а из камня. Пристрой к дому так и не был реализован.
По всей видимости, каменный флигель использовался ремесленником как жилой дом для свой семьи, в то время как главный дом усадьбы был доходным. В 1869 году Телогреев продал усадьбу купцу Михаилу Алексееву. Вдова последнего, Любовь Константиновна в 1895 году организовала перестройку флигеля: были увеличены габариты здания за счёт пристройки слева и новой лестничной клетки; было изменено оформление фасадов — окна получили профилированные наличники с «ушками» и сандриками, под карнизом помещены прямоугольные филёнки, венчалось здание парапетом с лучковым слуховым окном. Работы были выполнены под надзором архитектора Николая Григорьева. Фасад флигеля приобрёл характерные черты академической эклектики конца XIX века.
В 1910 году усадьба была разделена на два участка. Главный дом перешёл в собственность М. Г. Поляка, а флигель — нижегородскому мещанину Александру Потопаеву. В том же году новый владелец сделал пристройку к флигелю со двора и увеличил размеры подвальных окон.
- Городская усадьба Н. С. и А. Ф. Тарасовых (№ 9, 9В)

История городской усадьбы прослеживается с 1840-х годов, когда домовладение принадлежало титулярной советнице Авдотье Ивановой. С 1865 года усадьбой владели Сожаленовы, а в 1899 году новой собственницей стала дворянка Юлия Волкова. 16 сентября 1905 года домовладение перешло в собственность Николая Степановича и Анны Фёдоровны Тарасовых. К 1909 году в состав усадьбы входили: главный дом (№ 9), каменный двухэтажный флигель (№ 9В), деревянные погреба, сараи и баня.
Точная дата постройки главного дома не установлена, предполагается, что он был выстроен между 1848 и 1905 годами. Главный дом усадьбы представляет собой образец каменного городского дома, построенного в стилистике эклектики. Главный фасад имеет семь световых осей и двери в пристроях с западной и восточной сторон. Венчающий карниз отличается сдержанным декором, имеет несколько ступеней. Под карнизом расположен руст. Небольшие карнизики помещены над окнами, а сами окна имеют арочные перемычки и оштукатуренные наличники. Наличники окон в подоконном пространстве переходят в ниши. Под окнами расположена подоконная тяга, ниже которой также помещён многоступенчатый оштукатуренный пояс. Плоскость стены у подвальных окон рустована.
Флигель усадьбы был спроектирован в 1905 году, а построен к 1907 году. Здание выстроено в кирпичном стиле, с характерно чертой данного направления — неокрашенными стенами из красного кирпича. Все декоративные детали флигеля выполнены из кирпича: угловые лопатки с рустом в первом этаже и узорчатой кладкой во втором; венчающий кирпичный пояс, последняя ступень которого имеет филёнки; междуэтажный пояс; ступенчатые сандрики окон второго этажа из кирпичного ряда перемычек над которыми помещён небольшой симметричный карнизик; рельефные рисунки из кирпича под окнами.
- Жилой дом мещанина А. Л. Малова (№ 11)

Пример традиционной нижегородской каменно-деревянной городской застройки второй половины XIX — начала XX веков. 
- Жилой дом В. Д. Шнырова (№ 13)

Согласно архивным данным, до 1873 года участок принадлежал Авдотье Самсоновой, а с 1873 года значился за Василием Дмитриевичем Шныровым — крестьянином деревни Комарово Доскинской волости Нижегородской губернии. В период до 1880-х годов Шныров построил на усадьбе деревянный двухэтажный дом и каменные надворные службы с пристройками и надстройками. Архивные чертежи возведенного дома соответствуют существующему сегодня зданию. В книге домовладений за 1884 год усадьба значилась за гражданином Губиным, а домовладения №№ 4 и 6 — за Шныровым. С 1905 по 1918 год домом с постройками № 13 владел Яков Васильевич Шныров. В советское время дом был приспособлен под квартиры.
Дом представляет собой прямоугольный в плане деревянный сруб, поставленный на кирпичный подвальный этаж, перекрытый вальмовой кровлей. Все три фасада здания имеют по шесть осей света. На главном фасаде расположены сдвоенные входные двери, над которыми устроено окно второго этажа с витражным заполнением. Главный фасад расчленён деревянными лопатками с резьбой, которые имитируют пилястры с профилированными поясками. Парадные фасады здания имеют богатый резной декор: окна декорированы наличниками с прямыми сандриками, окна второго этажа — лучковыми; фризы сандриков украшены резными орнаментами; боковые и подоконные доски — различной резьбой; междуэтажные пояса дополнены иониками, а венчающий карниз — сухариками, опирающимися на фигурные кронштейны. В целом, дом представляет собой образец деревянной и каменно-деревянной архитектуры Нижнего Новгорода XIX — начала XX веков. Облик дома отражает взаимодействие архитектуры каменных зданий с региональными традициями деревянного зодчества. Богатый декор насыщен сочетанием классицистических элементов и разнообразных народных мотивов, выполненных в различных техниках резьбы по дереву.  
- Нижегородское отделение Государственного банка (№ 17)

Выдающийся памятник архитектуры неорусского стиля. Построен в 1911—1913 гг. по проекту В. А. Покровского в честь 300-летия царствования дома Романовых. 
- Жилой дом (№ 19)

Жилой дом XIX века. В наши дни объединён переходом-вставкой с комплексом отделения Государственного банка. Не охраняется.   
- Театр «Комедія» (№ 23)

В советский период театр «Комедія» размещался в здании Волжско-Камского банка на Рождественской улице. На данном участке на улице Грузинской располагалось здание бывшего Коммерческого клуба на усадьбе купца Заморина постройки середины XIX века, в котором в советский период располагался ТЮЗ, однако дом сгорел в 1980-х годах и требовал обновления. В начале 1980-х годов архитектор С. А. Тимофеев разработал проект реконструкции здания под размещение театра, ставший одним из первых примеров обращения к неоисторизму в российской архитектуре конца XX века. По проекту здание расширялось вглубь квартала, а в оформлении фасадов архитектор неожиданно для местного архитектурного сообщества применил высокие теремные крыши, напоминавшие о расположенном рядом ансамбле Государственного банка, выполненном в неорусском стиле. Проект Тимофеевского не был воплощен в реальность.
Реконструкция здания бывшего коммерческого клуба была выполнена большим авторским коллективом архитекторов «Нижегородгражданпроекта» в составе Ю. Н. Карцева, А. Е. Харитонова, В. А. Коваленко, А. В. Степовой, В. В. Никишина и А. Ю. Копылова. Проект был составлен ещё в 1985—1986 годах, а реализовал в 1987—2000 году. От старого здания был сохранён богатый лепной декор уличного фасада с горизонтальным рустом. Вход в театр был выполнен с угла, где на гранитной колонне установлена скульптура в виде фигуры богини комедии Талии.
- Дома А. Е. Ассоновой — Б. И. Красильникова (№ 31)

Имел статус выявленного объекта культурного наследия. Яркий образец деревянного модерна. Был передан Нижегородской митрополии в безвозмездное пользование. Снесён под видом реставрации в 2019 году. Работы проводила владимирская фирма ООО «Региональный инженерный центр».
- Дом В. И. Игнатьевой (№ 33)

Дом В. И. Игнатьевой построен по проекту архитектора Георга Кизеветтера в 1864 году. Двухэтажное деревянное здание на каменном фундаменте с мезонином было спроектировано на основе образцового проекта двухэтажного дома с пятью окнами по парадному фасаду. В облике здания были отражены свойственные классицизму строгость форм, симметрия композиции, разделение этажей карнизом и продольными междуэтажными поясами. В оформлении окон первого этажа были применены скруглённые формы, во втором этаже — треугольные фронтоны. В целом здание было выполнено в соответствии с композицией образцовых фасадов, но с некоторыми отступлениями, добавленными архитектором: здание было расширено на две оси света на каждом этаже с обеих сторон. 
- Дом А. А. Штерновой (№ 35)

Дом построен в 1864 году по проекту архитектор Ивана Кузьмича Кострюкова для жены губернского секретаря Александры Алексеевны Штерновой. Основой для архитектурной композиции здания послужили образцовые фасады периода позднего русского классицизма из серии альбомов 1843—1852 годов. Деревянный на каменном полуэтаже с мезонином, он изначально строился как доходный дом. В оформлении и композиции здания использованы приёмы классицизма: уличный фасад в целом симметричный (лёгкую асимметрию вносит входная дверь, расположенная слева, а не по оси симметрии); нечётное количество окон (пять о фасаду); рустовка; горизонтальные профилированные пояски. Здание получило статус памятника культурного наследия в 1999 году. 
- Дом М. Ласточкиной (№ 39)

Построен в 1839 году. 
- Дом А. В. Домова (№ 41)

Двухэтажный каменный дом на каменном фундаменте построен в 1877 году по проекту нижегородского архитектора Л. В. Фостикова. Здание, основанное на типовом проекте периода русского классицизма, уже включало черты, свойственные вошедшей в моду эклектики: с одной стороны, полная симметрия здания подчёркивалась входными группами по обе стороны главного фасада, с другой — нечётное количество кон было заменено чётное, не характерное для образцовых проектов. В оформлении изначально была использована ордерная система (колонны), а выразительность постройке придавали скругленные формы окон и дверных проёмов. От образцовых фасадов сохранилось использование центрической композиции, руста первого этажа, архитектурное решение мезонина и общий строй фасада.
В современном виде здание отдалённо напоминает изначальную постройку XIX века: были кардинально изменены кровля и реконструированы входные зоны. Чётное количество окон по фасаду, измельчённый орнамент пристроев больше свойственны архитектуре эклектики, при этом по общим очертаниям здания ещё можно определить черты, свойственные традициям образцового проектирования.
- Флигель Н. Ф. Котова (№ 41Б)

Флигель Н. Ф. Котова был включён в перечень выявленных объектов культурного наследия. В наши дни не охраняется.
- Цистерна спиртового завода А. В. Долгова (№ 41А)

Спиртоочистительный завод А. В. Долгова был основан в 1885 году. Располагался по адресу Грузинский переулок, дом 22. Цистерна — единственное сохранившееся строение завода. Была выявленным объектом культурного наследия, но позже снята с охраны.